# Мала жумара
Мала жумара или ниска жумара (лат. Chamaerops humilis L.) је једна од две врсте палми које самоникло расту у Европи (друга је врста Phoenix theophrasti, која самоникло расте на Криту и у Турској). Назива се још и Грмаста жумара, Медитеранска лепезаста палма, Европска палма... Латинско име рода потиче од грчке речи hamai (низак, на тлу) и rhops (грм, жбун). име врсте humilis има значење мали, ниског раста.

## Распрострањеност
Мала жумара самоникло расте у западним деловима Средоземља, а гаји се широм света.

## Изглед
Ниска жумара је врста палме жбуноликог раста, расте 2-3, ређе и до 5 метара висине. Дебло је појединачно или може имати неколико дебала која расту из исте основе. Расте лагано.
Листови се налазе на дугој, бодљастој петељци. Дланасто су дељени на 24-32 дугуљаста и уска, плавкастозелена, крута и кожаста сегмента ушиљених врхова. Због тога лист подсећа на полукружну лепезу, пречника и до 80 цм.
Мала жумара је дводома биљка. Цветови су (и мушки и женски) жути, густо скупљени у клип дужине до 20 цм. Цветају током маја и јуна. Плодови су црвеносмеђе, округласте, меснате бобице, које садрже једну коштицу. У почетку су зелене, а касније црвеносмеђе. Сазревају током септембра и октобра.
Размножава се семеном или кореновим избојцима.
- Листови
- Мушки цветови
- Женски цветови
- Зрели плодови

## Станиште
Мала жумара не бира земљиште. Успешно расте на пешчаним земљиштима, слабо заслањеним и онима богатим кречом. Релативно је отпорнија на ниске температуре од осталих врста палми, подноси ниске температуре и до -15 °C. Младе биљке могу да измрзну већ на -12 °C и то не само листови на врху, већ и листови до корена. Уколико се сади на добро дренираном земљишту може издржати и нешто ниже температуре. Након сађења младих биљака потребно је често заливање, док не ојачају. Одрасле биљке подносе сушу. Врста је изразито хелиофилна и тражи отворене положаје и пуно сунце.

## Употреба
Од листова се добијају влакна погодна за производњу ужади, четки и сл. а користе се и у плетарству. Млади лисни пупољци су јестиви. Припремају се и употребљавају као поврће. Плодови ове палме су јестиви, слатки и укусни.

## Употреба у озелењавању
Мала жумара је веома декоративна палма, првенствено због густе и компактне крошње крупних листова. расте жбунолико, са мноштвом изданака, па је једна од мера неге и орезивање, при чему се обично оставља неколико најснажнијих а остали се у потпуности уклањају. Сади се појединачно или у групама. У умереној климатској зони током зиме је ову врсту потребно заштитити од мраза. Узгаја се и као собна биљка и веома је цењена за унутрашњу декорацију.
Висина стабла, величина плода, боја и бодљикавост листова често варирају, па је познато више варијетета, од којих су неки:
- Chamerops humilis ’Arborescens’,
- Chamerops humilis ’Dactylocarpa’,
- Chamerops humilis ’Elegans’.[2]

Један од најпопуларнијих варијетета свакако је Chamaerops humilis var. argentea, сребрнасто зелене боје листова.